# Walcott (Lincolnshire)
Pour les articles homonymes, voir Walcott.
Ne doit pas être confondu avec Walcot (Lincolnshire).
Walcott est une paroisse civile et un village du Lincolnshire, en Angleterre.